# Planets (SSO)
Planets is het debuutalbum van de Duitse muziekgroep Star Sounds Orchestra. Het album bevat ambientmuziek vermengd met new agemuziek. Geen van beide overheerst daarbij. In Uranus is een didgeridoo te horen, in Neptunus geluiden van een walvis. Het album is opgenomen in de ONYT-Studio in Renan, Zwitserland. Motto van het album: The music helps you to become more aware of the planetary resonance within yourself.

## Musici
- Steve Schroyder – synthesizers, elektronica
- Jens Zygar – (elektronische) percussie
- Philip Ry-Bellet – didgeridoo
- Fabio Perlini en Tom Fuhrer – percussie en gelach

## Muziek
| Nr. | Titel     | Duur  |
| --- | --------- | ----- |
| 1.  | Mercurius | 10:38 |
| 2.  | Venus     | 7:16  |
| 3.  | Mars      | 6:58  |
| 4.  | Jupiter   | 6:07  |
| 5.  | Uranus    | 7:37  |
| 6.  | Saturnus  | 7:26  |
| 7.  | Neptunus  | 9:27  |
| 8.  | Pluto     | 10:27 |

Het boekwerkje geeft in de omschrijving de juiste volgorde van de planeten vanaf de zon gezien; als albumtracks zijn Uranus en Saturnus verwisseld. 